# Carlo Zanoia
Carlo Zanoia (Bologna, ... – Torino, febbraio 1927) è stato un patriota e scrittore italiano, cronista della campagna garibaldina del 1866 in Trentino.

## Biografia
Nativo di Bologna si trasferì per motivi di lavoro a Torino impiegato presso le Ferrovie Alta Italia alla stazione di Porta Nuova. Allo scoppio della terza guerra di indipendenza del 1866 contro l'Austria, Zanoia si arruolò nel Corpo Volontari Italiani di Giuseppe Garibaldi e fu incorporato nella 1ª compagnia del 2º Reggimento Volontari Italiani  comandata dal capitano Ettore Filippini. Prese parte alle operazioni in Val Vestino e nella battaglia di Pieve di Ledro  si comportò valorosamente nell'assalto contro le linee austriache del maggiore Philipp Graf Grunne: ferito gravemente ad una gamba, nel mese di dicembre sarà amputato presso l'ospedale militare del Seminario di Bergamo.
Ripreso il suo lavoro presso le Ferrovie, il 31 maggio 1867 si recò a Bologna a ritirare le 1.000 lire deliberate dal consiglio comunale per i bolognesi che erano stati insigniti di medaglia d’argento al valor militare che lui si guadagnò per i fatti d’armi di Valsabbia e Tirolo. Fu nominato cavaliere ufficiale del Regno d'Italia.
Di idee mazziniane, Zanoia strinse rapporti con Ergisto Bezzi, Giorgio Imbriani,  Federico e Giuseppe Beghelli. Sposatosi nel 1875, ricoprì dal 1898, per molti anni, la carica di presidente, o vice, della Società Reduci delle patrie battaglie di Torino che, tra l'altro, sotto la sua presidenza e su proposta del consigliere fossanese Giovanni Boffré, l'assemblea generale dei soci, nella seduta del 26 giugno 1898, nominò il generale Bava Beccaris socio onorario.
Negli anni successivi alla terza guerra di indipendenza, Zanoia, come scrisse Ergisto Bezzi, « ...è in lotta con tutti i ministri perché vuole aumentata la pensione della sua croce, che è di £. 100, datagli nel ’66. Quelle croci che danno ora hanno la pensione di £. 250. Mi fece leggere molte lettere scritte ai ministri in questi due anni, perché i mutilati pensionati delle altre guerre siano parificati a quelli di oggi, e l’ottenne, ed era giusto; figuratevi che il povero Zanoia per la sua gamba lasciata nel Trentino nel ’66 aveva nette £ 1,40, dico una e quaranta al giorno, e come dice lui, se non avesse avuto la pensione delle ferrovie per vivere, avrebbe dovuto andare in giro a suonare il mecca-mecca .. ».

## Il diario di guerra
Carlo Zanoia raccontò le sue esperienze di guerra in un diario, che sarà poi riscoperto e valorizzato dallo storico Giuseppe Locatelli Milesi e pubblicato nel 1966 da Alberto Agazzi, curatore del Museo del Risorgimento di Bergamo. Il diario relativo ai fatti dell'invasione garibaldina del Trentino nel 1866, ha un'importanza storica in quanto descrive i fatti successi vissuti da un protagonista dal 26 maggio, giorno dell'arruolamento, fino al 10 dicembre 1866 con annotazioni successive datate Torino 4 aprile 1867, Torino 31 maggio 1867 e una nota del maggio 1916 di Zanoja stesso: "Ultimato dopo 50 anni, la trascrizione da matita in inchiostro, perché riesciva quasi inleggibile lo scritto originale, di queste note, fatto giornalmente a matita. Il presente Diario, per oltre 20 anni l'ho creduto perduto, perché nel trasloco di casa era andato casualmente in luogo di difficile rinvenimento. Le cancellature e spazi in bianco, si riferivano ad episodi giovanili! e dopo 50 anni li ho cancellati! Ricordi inutili! Maggio 1916".

## Scritto
- Diario della Campagna garibaldina del 1866, a cura di Alberto Agazzi, in "Studi Garibaldini", n. 6, Bergamo 1965